# Мишић (презиме)
Мишић је српско, босанско и хрватско презиме, настало од мушког имена Мишо, односно од једнине у значењу "мали миш". Може се односити на:
Познате особе са овим презименом су:
- Александар Мишић (1891–1941), српски војни командант
- Божидар Мишић (рођен 1902), први босански професионални часовничар
- Биљана Мишић (рођена 1983), српска глумица
- Живојин Мишић (1855–1921), српски и југословенски генерал
- Јанко Мишић (1900–1929), југословенски политичар
- Петар Мишић (1863–1921), српски и југословенски генерал
- Синиша Мишић (рођен 1961), српски историчар